# Abraxas distitans
Abraxas distitans är en fjärilsart som beskrevs av Lucas 1901. Abraxas distitans ingår i släktet Abraxas och familjen mätare. Inga underarter finns listade i Catalogue of Life.